# Norman Edsall
Norman Eckley Edsall (ur. 3 czerwca 1873 w Columbus, zm. 1 kwietnia 1899 w Apia) – amerykański marynarz.

## Życiorys
Służył w Marynarce Wojennej USA od 27 czerwca 1898 roku, członek załogi USS „Philadelphia”. 1 kwietnia 1899 roku wysłany w desancie przeciw miejscowym w rejon Apia (Samoa), zginął próbując ratować rannego dowódcę. Pochowany na Samoa. Na jego cześć nazwano niszczyciel USS „Edsall”.